# Laguna Sibinacocha
Der See Laguna Sibinacocha ist ein Gletscherrandsee in Südost-Peru an der Südflanke der Cordillera Vilcanota, einem Gebirgszug der peruanischen Ostkordillere. Der See liegt etwa 110 km ostsüdöstlich der Stadt Cusco. Etwa 45 km südwestlich des Sees befindet sich die Provinzhauptstadt Sicuani.
Der See liegt im Distrikt Pitumarca der Provinz Canchis. Er wird von einem Gletscher am Südhang des 6106 m hohen Chumpe gespeist. Der Río Salcca entwässert den See an dessen südlichem Ende zum Río Vilcanota, dem Oberlauf des Río Urubamba. 
Der auf einer Höhe von 4873 m gelegene See hat eine Fläche von 28,9 km². Der See hat eine Länge von 16 km sowie eine durchschnittliche Breite von etwa 1,8 km.

## Talsperre Sibinacocha
Im Jahr 1996 wurde ein 357 m langer und 12 m hoher Erdschüttdamm am Abfluss des Sees errichtet. Der von EGEMSA (Empresa de Generación Eléctrica Machupicchu S.A.) betriebene Staudamm erhöht das Speichervolumen des Sees und reguliert dessen Abfluss. Das nutzbare Speichervolumen liegt bei 120 Mio. m³. Während der niederschlagsarmen Zeit kann so zwischen 7 und 12 m³/s Wasser abgegeben werden, welches das Wasserkraftwerk Machupicchu flussabwärts am Río Urubamba nutzen kann.